# Georges Mot
Georgius Paulus (Georges) Mot (Herne, 13 januari 1914 - Asse, 16 februari 1996) was een Belgisch politicus voor de CVP.

## Levensloop
In 1947 werd hij verkozen tot gemeenteraadslid te Dilbeek, alwaar hij op 5 maart 1948 Arthur Steppé opvolgde als schepen. In 1957 werd hij aangesteld als burgemeester van Dilbeek in opvolging van zijn overleden partijgenoot Herman Vergels, een mandaat dat hij uitoefende tot 1967 toen hij werd opgevolgd door Philip Vergels. Hij bleef nog tot de verkiezingen van 1988 zetelen als gemeenteraadslid.